# Boncourt (Alta Francia)
Boncourt è un comune francese di 252 abitanti situato nel dipartimento dell'Aisne della regione dell'Alta Francia.

## Società

### Evoluzione demografica
Abitanti censiti